# Hertensteen

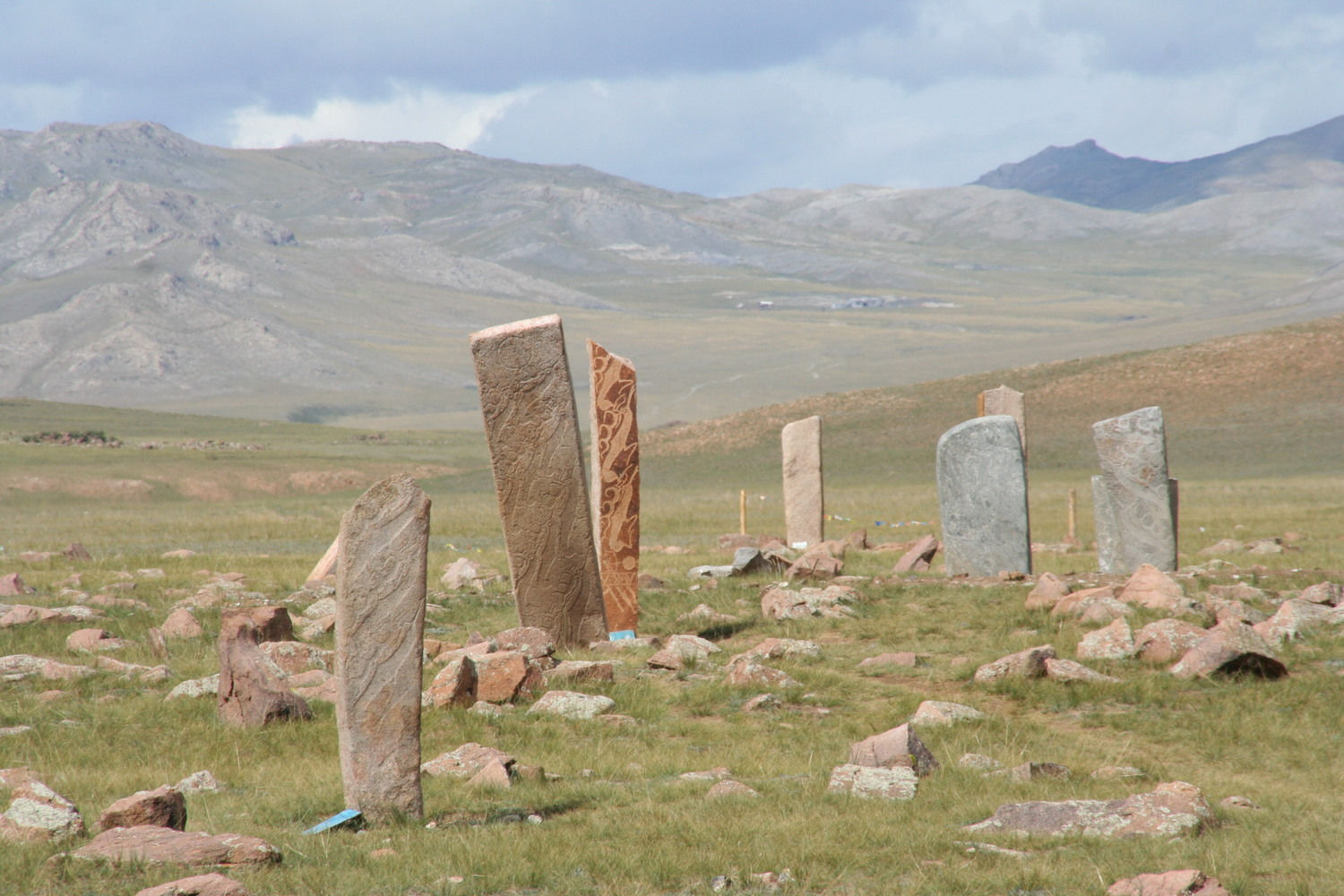
Hertenstenen nabij Mörön in Mongolië.

Hertenstenen (ook wel bekend als rendierstenen) zijn oude megalieten met ingekerfde symbolen die over een groot gebied verspreid voorkomen, van Zuid-Siberië tot in Oost-Europa en met de grootste concentratie in Noordwest-Mongolië. De naam komt van de ingekerfde afbeeldingen van hertachtigen, waarschijnlijk rendieren in vliegende galop. 
De hertenstenen werden waarschijnlijk oorspronkelijk gedurende het 1e millennium v.Chr. door Scytho-Siberische bronstijdnomaden opgericht. Latere culturen hebben de stenen vaak voor hun grafheuvels en andere doeleinden hergebruikt. 

## Geografische spreiding

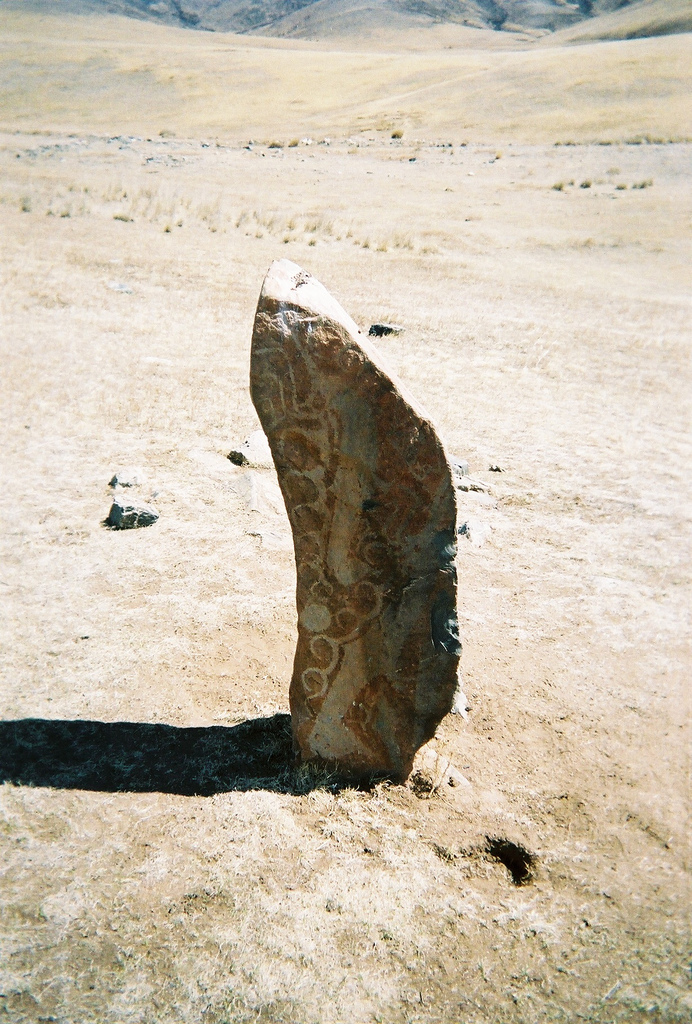

Archeologen hebben meer dan 900 hertenstenen gevonden in Centraal-Azië en Zuid-Siberië. Vergelijkbare monumenten zijn te vinden in een grotere regio, zo ver westelijk als de Koeban, de Zuidelijke Boeg in Oekraïne, de Dobroedzja (Scythia Minor) en tot aan de Elbe.
Van de Cimmeriërs uit het vroege 1e millennium v.Chr. zijn ongeveer tien stenen bekend. Nog eens vier of vijf hertenstenen uit dezelfde tijd zijn bekend uit de noordelijke Kaukasus.
Het verreweg grootste aantal hertenstenen bevindt zich echter in de Hövsgöl regio, Noordwest-Mongolië.
Een studie uit 1981 door Vitali V. Volkov identificeerde twee culturele tradities achter de hertenstenen. De oostelijke hertenstenen lijken te worden geassocieerd met begraafplaatsen van de Plaatgrafcultuur. De andere culturele traditie wordt geassocieerd met cirkelvormige structuren die suggereren dat ze het centrum van rituelen waren.

## Vervaardiging
Hertenstenen zijn meestal vervaardigd van graniet of groenschist, afhankelijk van wat plaatselijk voorkomt. De meeste zijn meer dan drie meter hoog; sommige bereiken zelfs een hoogte van 15 meter. De toppen van de stenen kunnen plat, afgerond of ruw afgebroken zijn, wat suggereert dat de oorspronkelijke top soms opzettelijk vernield werd. De stenen werden meestal met de versierde kant naar het oosten opgesteld.
De reliëfs werden meestal aangebracht voordat de steen werd opgericht, hoewel sommige stenen tekenen vertonen dat zij op de plaats zijn bewerkt. De ontwerpen werden in het steenoppervlakte gebeiteld of gegroefd. Diep gegroefde inkepingen en haakse vlakken wijzen op het gebruik van metalen gereedschappen. Stenen werktuigen werden gebruikt om de ruwe delen van een aantal ontwerpen glad te maken. Bijna alle stenen werden met de hand bewerkt, maar een aantal stenen vertoont tekenen dat mogelijk een primitief type mechanische boor werd gebruikt.

## Types
Geografisch kan men drie verschillende groepen hertenstenen onderscheiden.

### Zuid-Siberisch-Mongoolse groep
De stenen zijn vrij gedetailleerd en meer verfijnd in hun afbeeldingsmethoden. Ze stellen meestal een omgorde krijger voor met gestileerde vliegende rendieren op zijn torso. Dit type komt het meest voor in Zuid-Siberië en Noord-Mongolië. De grote concentratie daar suggereert dat deze stenen de oorsprong waren van de traditie, en de andere soorten zowel vereenvoudigde als meer uitgewerkte versies hiervan waren. 

### West Aziatisch-Europese groep
De stenen tonen een centraal gedeelte afgezet door twee horizontale 'gordels'. Er zijn ook grote cirkelvormige 'oorringen', 'gezichten' in de vorm van groepjes van twee of drie diagonale markeringen, en 'halsbanden' bestaande uit ketens van putjes.

### Sajan-Altaj groep
De Sajan-Altaj-stenen bezitten een aantal van de West-Aziatisch-Europese decoraties, waaronder vrij zwevende dieren met gestrekte poten, dolken en andere gereedschappen. De hertenmotieven komen duidelijk minder voor, en benadrukken minder het vliegen. Ze kunnen worden onderverdeeld in:
- De Altajstenen; vertonen eenvoudige krijgermotieven, met gereedschappen in het gordelgebied van de steen. Rendiermotieven komen weinig voor.
- De Sajan-Toeva-stenen; zijn vergelijkbaar met de Altajstenen maar bevatten minder afbeeldingen van dieren. Hertenmotieven zijn niet aanwezig. De artistieke stijl is veel eenvoudiger, vaak uit slechts gordels, kettingen, oorbellen en gezichten bestaande.

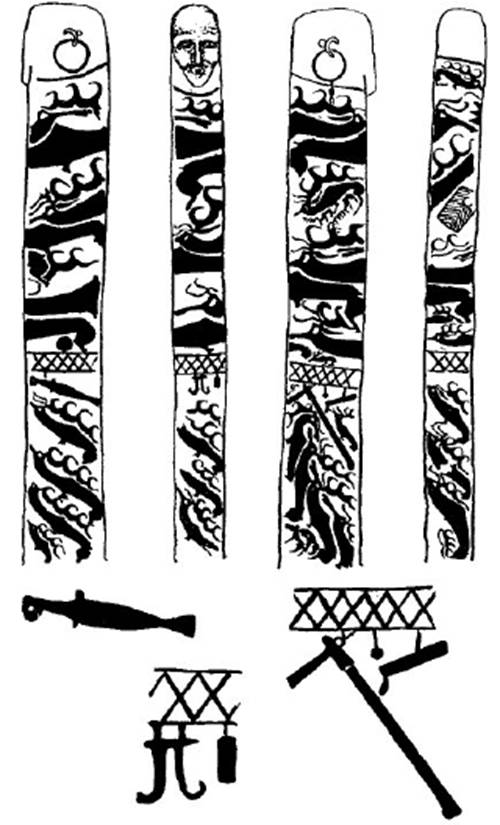
Klassiek Mongools type
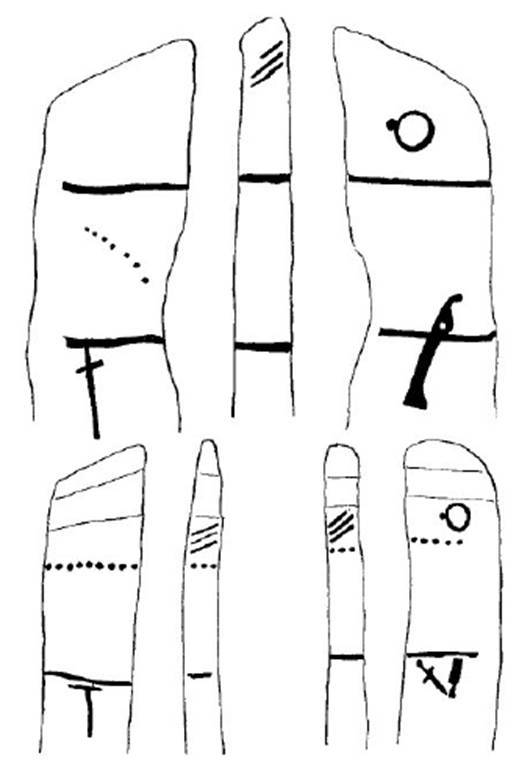
West Aziatisch-Europees type
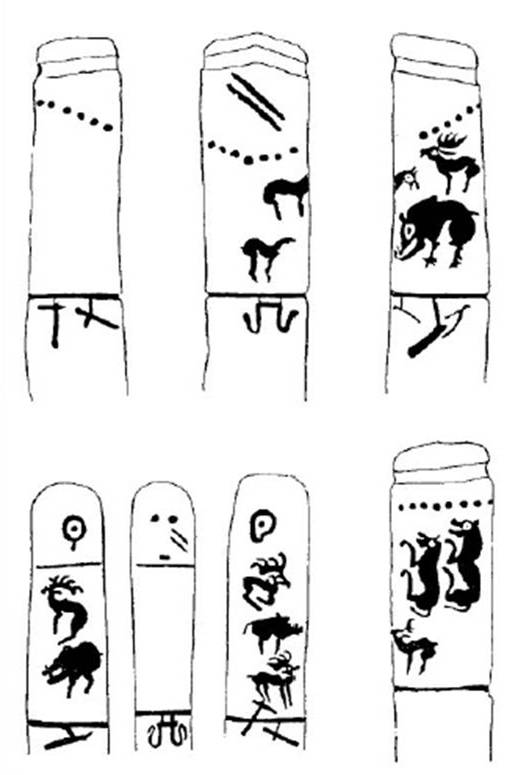
Sajan-Altaj-type

## Afbeeldingen

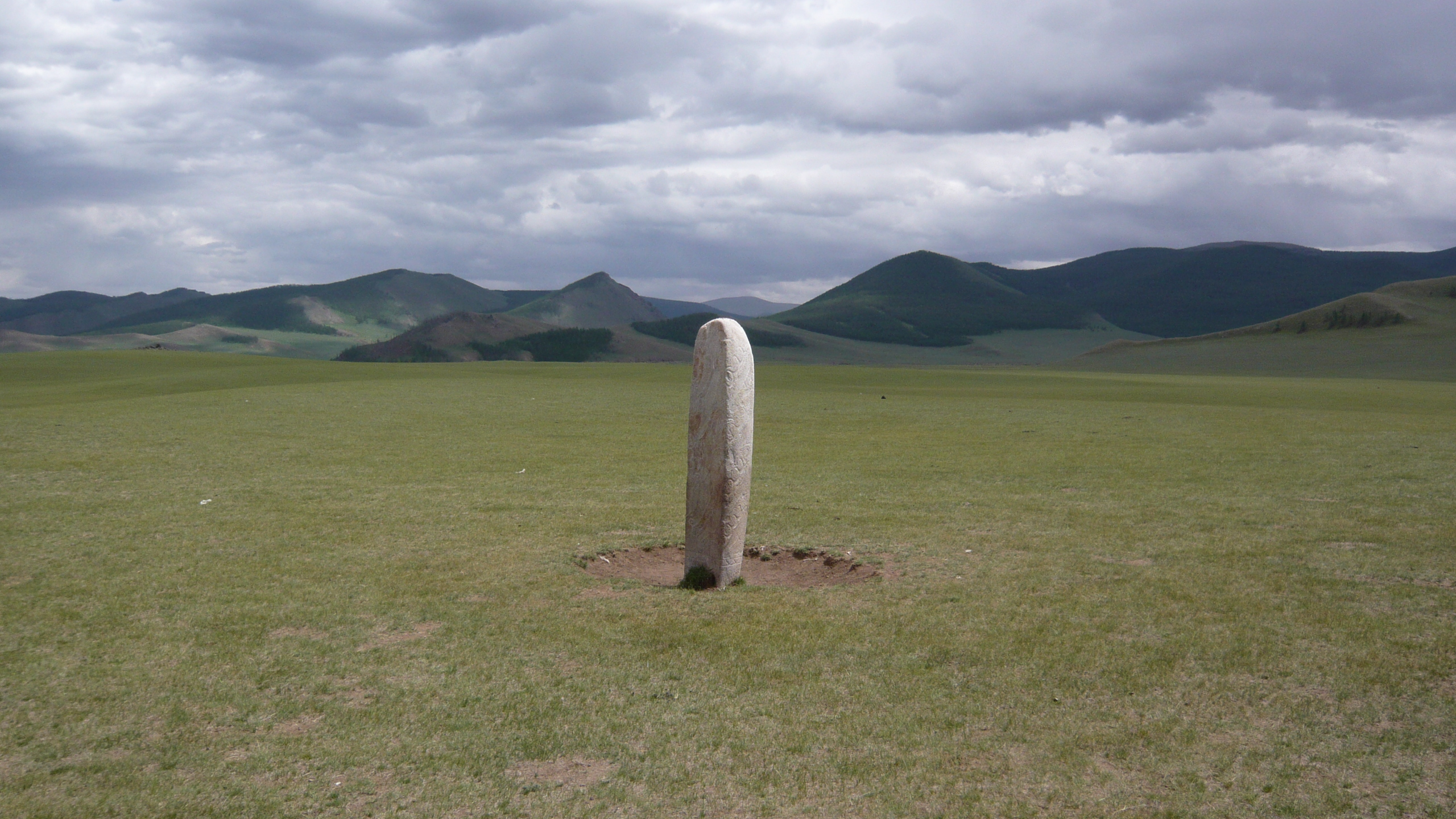

Op de hertenstenen wordt een groot aantal verschillende motieven weergegeven. 

### Rendieren
Rendieren zijn prominent aanwezig in bijna alle hertenstenen. Vroege stenen hebben nog zeer eenvoudige afbeeldingen van rendieren, maar naarmate de tijd vordert neemt de mate van detaillering toe. Een periode van 500 jaar resulteert in de verschijning van het motief van de "vliegende rendieren". Rendieren worden afgebeeld als niet slechts lopend maar vliegend door de lucht. Het dier is afgebeeld met de nek uitgestoken en de poten naar voor en achter geslingerd, alsof het niet slechts galloppeerd maar door de lucht springt. De geweien, soms in paren afgebeeld, zijn zeer overdadig geworden, enorme spiraalvormige motieven vormend die het hele hert kunnen omvatten. De geweien omvatten soms een zonneschijf of ander zon-gerelateerd symbool, een veel voorkomende associatie in Siberisch sjamanisme.

### Andere dieren
Met name op de Sajan-Altajstenen zijn een veelheid van andere dieren aanwezig. Men zien afbeeldingen van tijgers, varkens, koeien, paarden, kikkers en vogels. In tegenstelling tot de rendieren zijn deze dieren in een meer naturalistische stijl afgebeeld. Het ontbreken van overmatige detaillering geeft de afwezigheid van een bovennatuurlijke betekenis van deze dieren aan, waarmee ze duidelijk een lagere plaats innemen dan de rendieren. De dieren worden vaak in combinatie afgebeeld, bijvoorbeeld een tijger en een paard in een meer aardse confrontatie.

### Wapens en gereedschappen
Wapens en gereedschappen komen algemeen voor, maar zijn met name bij de Sajan-Altaj-stenen nadrukkelijk aanwezig. Bogen en dolken duiken vaak op, maar ook typisch bronstijd-gereedschap zoals vuurstarters of strijdwagenteugels. Het voorkomen van deze gereedschappen helpt de stenen in de bronstijd te dateren.

### Patronen
Kepermotieven komen soms voor, meestal in de bovenste delen van de steen. Deze patronen zijn wel in verband gebracht met militaire schilden, of voorgesteld als sjamanistische emblemen van het skelet.

### Menselijke gezichten
Menselijke gezichten komen slechts zelden voor en zijn dan meestal in de top van de steen gekerfd. De gezichten worden afgebeeld met open mond, alsof ze zingen. Dit suggereert tevens een religieuze, sjamanistische betekenis van de hertensteen, aangezien vocale expressie bij het sjamanisme een veel voorkomend en belangrijk thema is.

## Betekenis
Er zijn verscheidene theorieën over het doel van de hertenstenen. De stenen treden meestal niet alleen op, maar met een aantal andere stenen monumenten, soms bewerkt, soms niet. De grond rond deze groeperingen bevat vaak sporen van dierlijke resten, bijvoorbeeld paarden. Dergelijke resten werden onder de bijstaande stenen geplaatst. Op geen van de locaties werden echter menselijke resten gevonden, hetgeen de theorie dat de stenen als grafstenen zou functioneren ontkracht. 
De markeringen op de stenen en de aanwezigheid van offerresten suggereren een religieus doel, misschien als een belangrijke locatie voor het verrichten van sjamanistische rituelen. Sommige stenen bezitten een cirkel aan de bovenkant en een gestileerde dolk en riem aan de onderkant, wat suggereert dat de stenen een vergeestelijkt menselijk lichaam kunnen vertegenwoordigen, met name van een belangrijke persoon zoals een krijger of leider. Deze theorie wordt ondersteund door het feit dat de stenen zeer verschillend in vorm en decoratie zijn, wat kan betekenen dat elke steen een uniek verhaal vertelt voor het individu die het vertegenwoordigt.